# (588) Ахиллес
(588) Ахиллес (др.-греч. Ἀχιλλεύς) — крупный троянский астероид Юпитера, движущийся в точке Лагранжа L4, в 60° впереди планеты. Астероид был открыт 22 февраля 1906 года немецким астрономом Максом Вольфом в обсерватории Хайдельберг, Германия и назван в честь Ахиллеса, героя Илиады Гомера. Он был первым открытым троянским астероидом и по размеру занимает шестое место среди них.

Орбита астероида Ахиллес и его положение в Солнечной системе
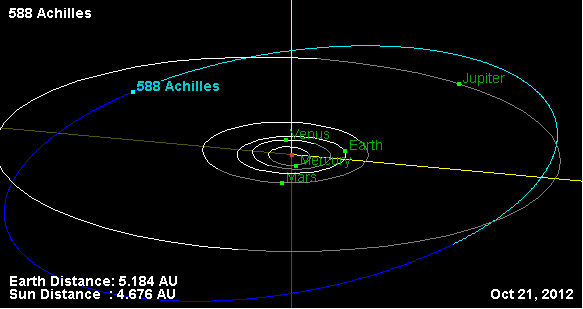
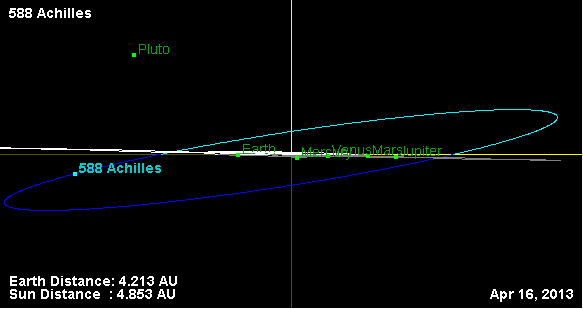

Фотометрические наблюдения, проведённые в 1994 году, позволили получить кривые блеска этого тела, из которых следовало, что период вращения астероида вокруг своей оси равняется 7,32 ± 0,02 часам, с изменением блеска по мере вращения 0,31 ± 0,01 m.

## Открытие
Ахиллес был обнаружен 22 февраля 1906 года немецким астрономом Максимиллианом Вольфом в Государственной обсерватории Гейдельберг-Кенигштуль на юге Германии. Это тело, однако, осталось неподтверждённым, так как период наблюдения был недостаточно длинным для расчёта орбиты. Август Копфф, коллега Вольфа из Гейдельберга, через восемь месяцев обнаружил также 617 Патрокла через восемь месяцев после Ахиллеса, а в начале 1907 года он обнаружил самый большой из всех спутников Юпитера - 624 Гектора.

## Орбита
Ахиллес вращается вокруг Солнца на расстоянии 4,4–6,0 а.е. в лагранжевой точке L4 системы Солнце – Юпитер, и делает один оборот за 11 лет и 11 месяцев (4343 дня; большая полуось 5,21 а.е.). Его орбита показывает эксцентриситет 0,15 и наклон 10 градусов от плоскости эклиптики.
Ахиллес - первый известный пример устойчивого решения проблемы трёх тел, разработанный французским математиком Жозефом Лагранжем в 1772 году, в честь которого названа малая планета 1006 Лагранжа. После открытия других астероидов с аналогичными орбитальными характеристиками, которые также были названы в честь героев Троянской войны, стал широко использоваться термин «троянские астероиды» или «троянские контуры Юпитера». Кроме того, было установлено правило, что точка L4 является "греческим лагерем", тогда как точка L5 - "троянский лагерь". Хотя это случилось не раньше, чем каждый лагерь приобрёл в своих рядах "шпиона" (Гектор - в греческом лагере и Патрокл - в Троянском).

## Характеристики
Спектральный тип.
В таксономической схеме Толена Ахиллес классифицируется как астероид D-типа с необычным спектром (DU). Его V-I цветовой индекс 0,94 типичен для большинства более крупных троянцев Юпитера.
Диаметр.
Согласно исследованиям, проведённым Инфракрасным астрономическим спутником IRAS, японским спутником Akari и миссией NEOWISE широкоугольного инфракрасного обозревателя NASA, поверхность тела Ахиллеса имеет очень низкое альбедо в диапазоне от 0,0328 до 0,043, что делает его абсолютную величину равной приблизительно 8,57. Это соответствует диаметру от 130,1 до 135,5 километров. Ахиллес - 6-й по величине троян Юпитера по данным IRAS и Акари, и 4-й по величине по данным NEOWISE.
Фотометрия.
Период вращения Ахилла, составляющий 7,3 часа, несколько короче, чем у большинства других крупных троянцев Юпитера, но близок к периоду (911) Агамемнона, (3451) Ментора и (3317) Париса, которые похожи на него по размеру. Его низкая амплитуда яркости свидетельствует о довольно сферической форме. С июля 2007 г. по сентябрь 2008 г. скоординированные фотометрические наблюдения проводились астрономами в Симеизской обсерватории (Крым), обсерватории Рожен (Болгария), Майданак (Узбекистан) и Харьков (Украина). Анализ полученных световых кривых определил период 7,306 ± 0,002 часа с амплитудой яркости 0,02–0,11 (U = 3/3/3/3). Альтернативные определения периода Клаудия Анджели (7,0 ч), Роберт Стивенс (7,312 ч), Стефано Моттола (7,32 ч) и Винченцо Дзаппала (12 ч) в основном сходятся (U = 1 / 3- / 3/1).

## Именование
Название этой малой планете было предложено австрийским астрономом Иоганном Пализа. Он был назван в честь Ахилла, легендарного героя из греческой мифологии и центральной фигуры в Илиаде Гомера, в которой рассказывается о Троянской войне. Будучи младенцем, Ахиллес был погружен в реку Стикс его матерью Фетидой, что сделало его тело неуязвимым, за исключением пятки, за которую она его держала. Дальше этот герой убил Гектора, величайшего троянского воина, но в конечном счёте был убит стрелой в пятке Парисом.
| Название        | Диаметр (км) |
| --------------- | ------------ |
| (624) Гектор    | 225          |
| (617) Патрокл   | 140          |
| (911) Агамемнон | 131          |
| (588) Ахиллес   | 130          |
| (3451) Ментор   | 126          |
| (3317) Парис    | 119          |
| (1867) Деифоб   | 118          |
| (1172) Эней     | 118          |
| (1437) Диомед   | 118          |
| (1143) Одиссей  | 115          |